# Aida (brano musicale)
Aida è un brano musicale del cantautore italiano Rino Gaetano, pubblicato nel 1977 nel terzo album in studio Aida, da cui fu anche pubblicato il 45 giri Aida/Escluso il cane. La canzone è stata anche incisa da Riccardo Cocciante dopo essere stata cantata dal vivo durante una tournée congiunta di Rino Gaetano con Cocciante e il gruppo New Perigeo. In questa occasione i due cantanti si sono scambiati due canzoni: mentre Gaetano fa cantare a Cocciante la sua Aida, A mano a mano viene affidata da Cocciante alla voce di Gaetano, che ne farà un suo grande successo.

## Storia e significato
(Rino Gaetano, Durante un concerto tenuto nel 1977, insieme ai Crash, a San Cassiano(Lecce))
.
(Rino Gaetano))
.
Aida è la protagonista dell'opera lirica di Verdi, quando l'Italia non era l'Italia ma era Aida, un nome proprio femminile, un nome che serve a sintetizzare la storia di ogni donna italiana e quindi la nazione intera. La Chiesa cattolica, il nazionalismo e il colonialismo, il fascismo, i compromessi del secondo dopoguerra, le lotte tra politici, ecc. ecc.
Nonostante tutto Aida è bellissima e Rino Gaetano lo ripete continuamente: "Aida come sei bella" nel ritornello della sua canzone. Questa è la chiave di lettura, quello che non deve mai andarsene dalla memoria, nonostante tutto, oltre tutto, tra le metafore, tra il bene e il male raccontati.
Per la musicalità l'autore si era ispirato alla musica reggae, in particolare prese come modello, per la composizione di Aida, No woman no cry di Bob Marley.